# Honoki-Magnolie
Die Honoki-Magnolie (Magnolia obovata) ist eine Pflanzenart aus der Gattung Magnolien (Magnolia) innerhalb der Familie der Magnoliengewächse (Magnoliaceae). Sie kommt in Japan und auf den Kurilen vor.

## Beschreibung

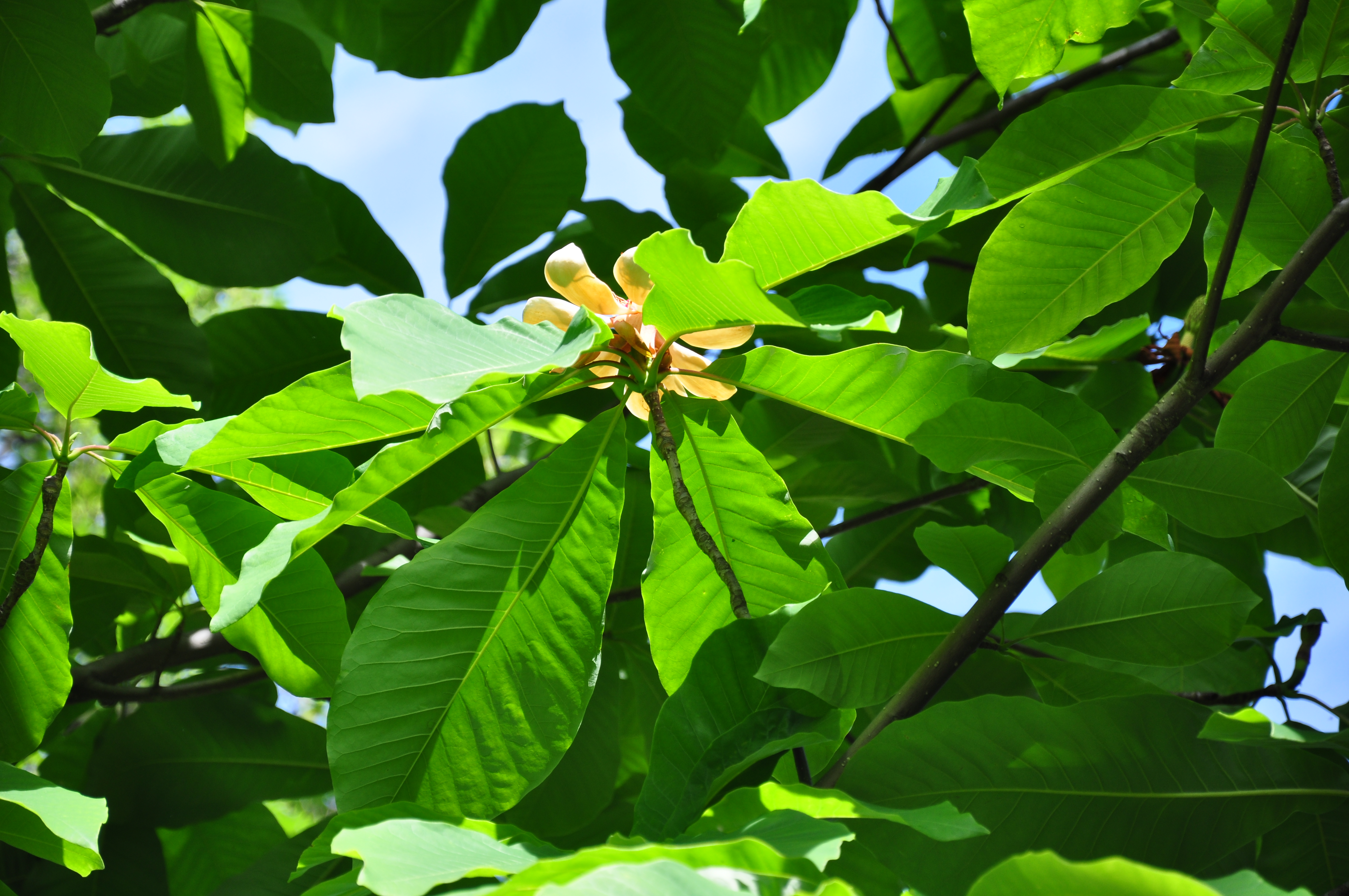
Die charakteristischen großen, einfachen Laubblätter

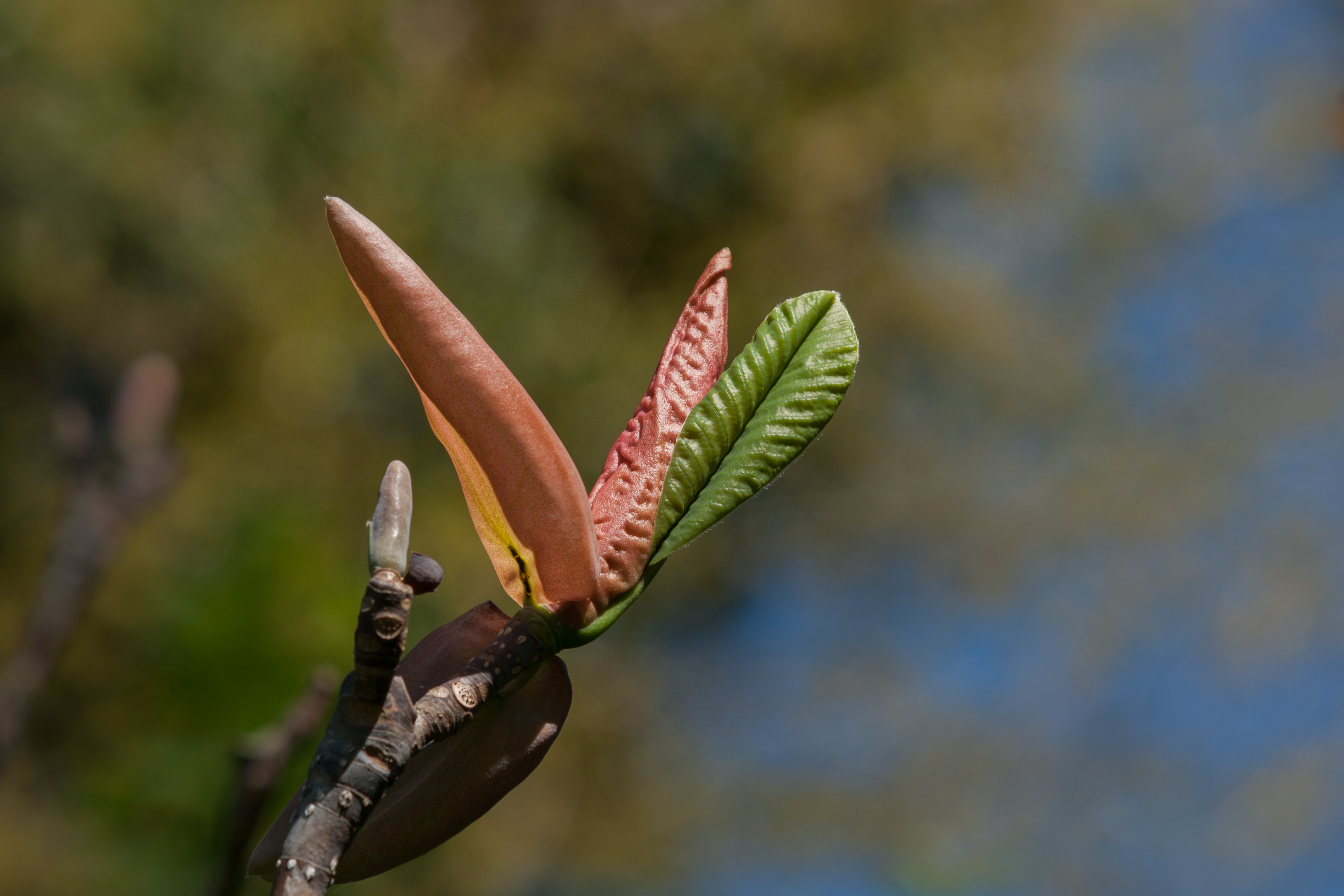
Knospe

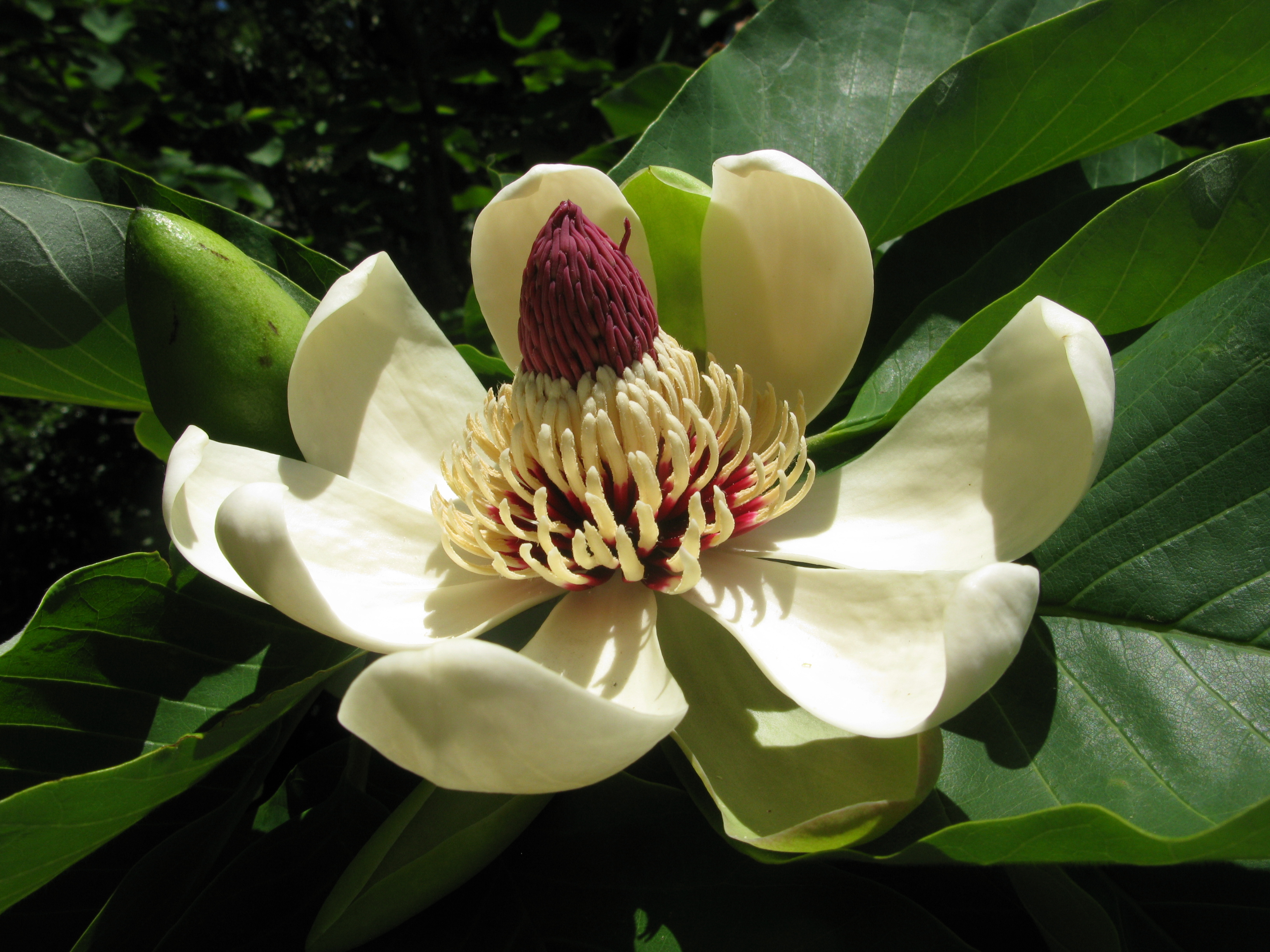
Blüte

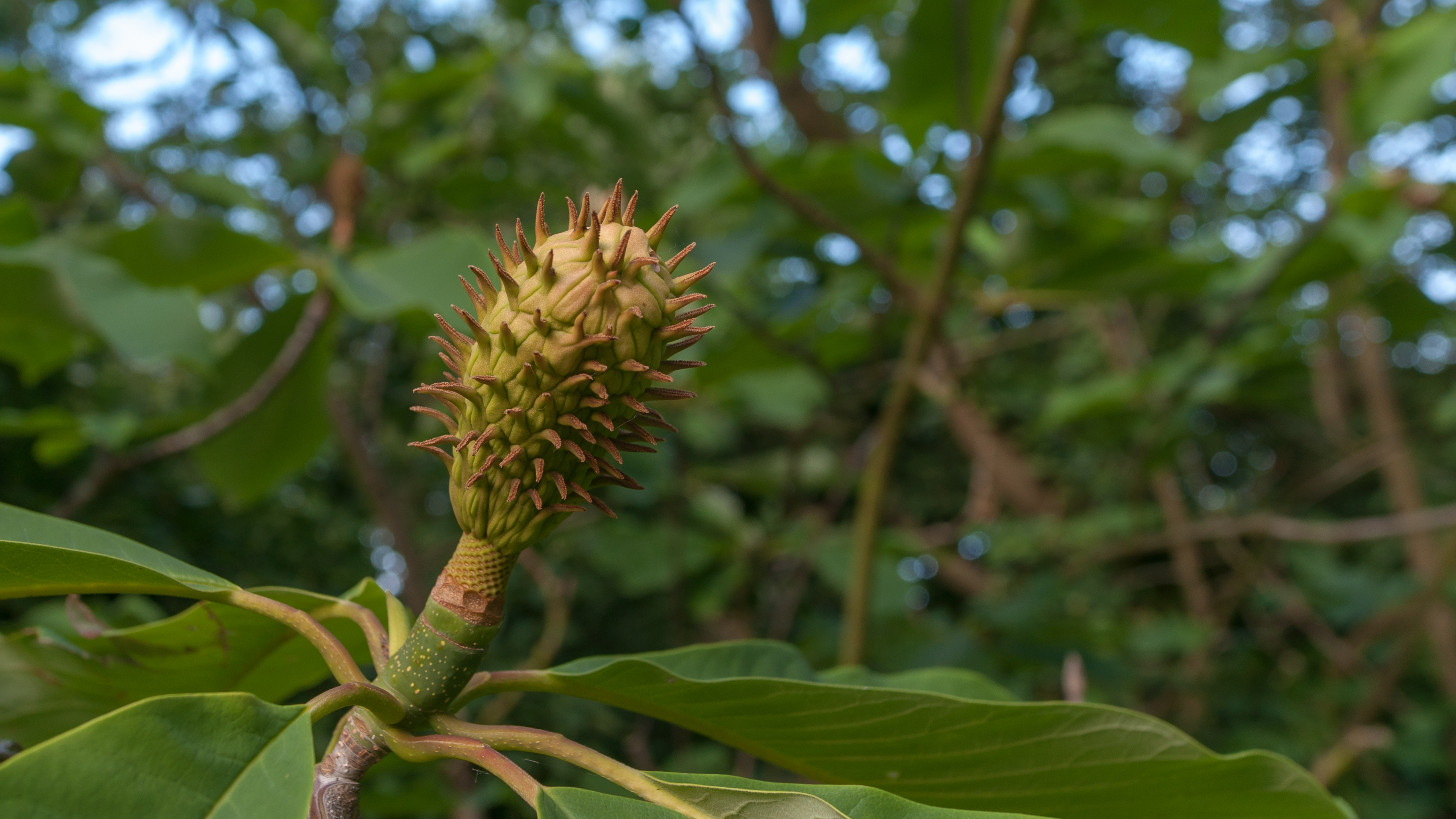
Junge Frucht

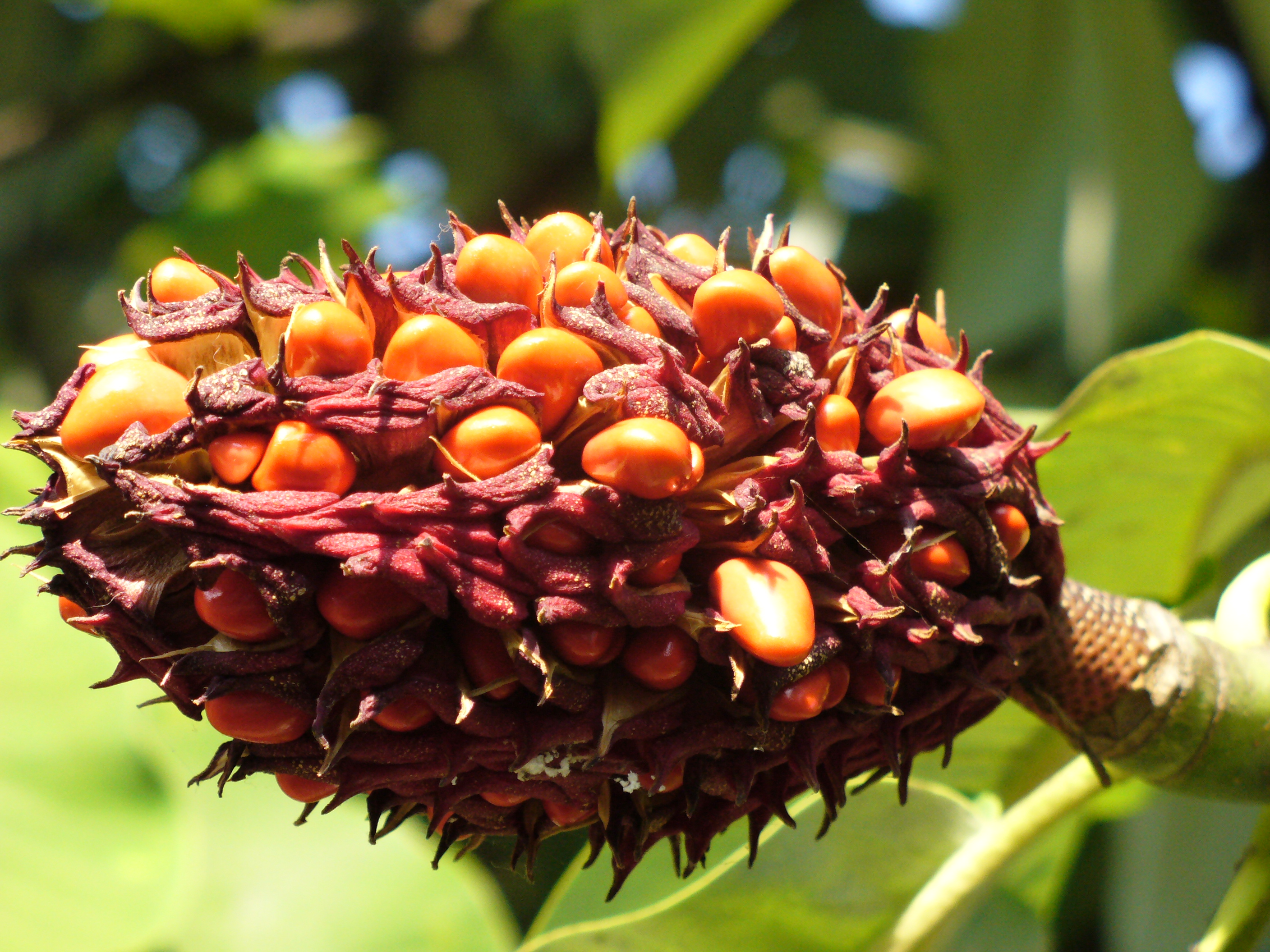
Reife Frucht

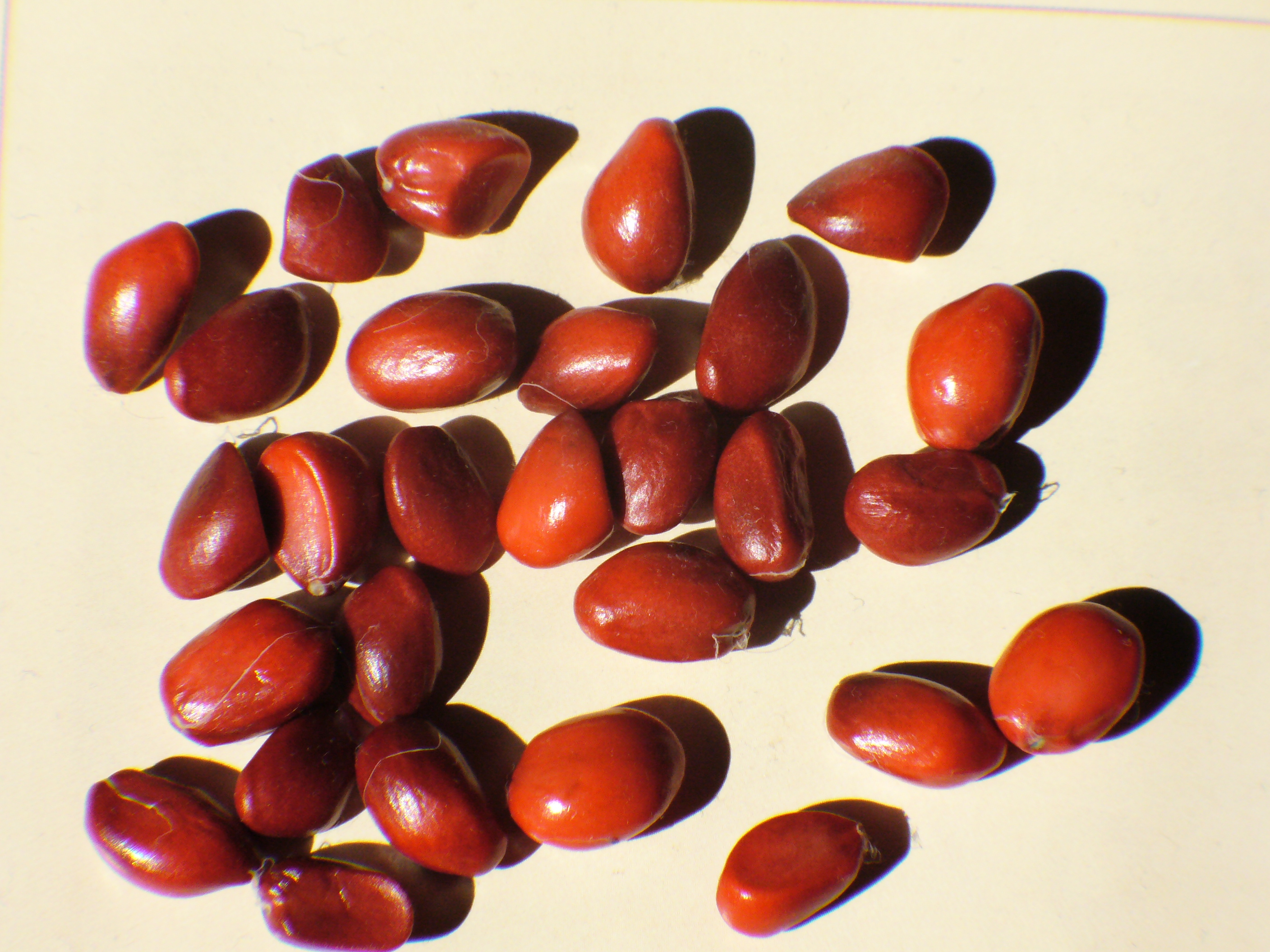
Samen

### Vegetative Merkmale
Magnolia obovata wächst als sommergrüner Baum und erreicht Wuchshöhen von 15 bis zu 30 Metern und einen Stammumfang bis etwa 1 Meter. Die Rinde junger Zweige ist rötlich und kahl. Die Borke ist grau. Die Winterknospen sind kahl.
Die wechselständigen, meist an den Enden der Zweige gehäuft angeordneten Laubblätter sind in Blattstiel und -spreite gegliedert. Der kurze Blattstiel ist 2 bis 3 Zentimeter lang. Die einfache, ganzrandige Blattspreite ist bei einer Länge von 20 bis 40 Zentimetern sowie einer Breite von 13 bis 25 Zentimetern verkehrt-eiförmig, mit gerundeter bis spitzer Spreitenbasis, und die Spitze ist gerundet, stumpf bis bespitzt. Die etwas bläulich, glauk gefärbte Blattunterseite ist flaumig behaart. Die Blattoberseite ist kahl. Nebenblätter sind vorhanden und fallen bald nach dem Entfalten des zugehörigen Laubblattes ab.

### Generative Merkmale
Die Blüten sitzen endständig an den Zweigen. Die Blüten entfalten sich gemeinsam mit den Laubblättern, nicht wie bei vielen anderen Magnolia-Arten vor diesen. Die Blütezeit reicht, je nach Höhenlage, von Mai bis Juni.
Die duftenden, relativ großen, becherförmigen Blüten sind zwittrig. Ihr Durchmesser beträgt etwa 15 Zentimeter. Die weiße Blütenhülle besteht aus drei schmaleren äußeren, außen oft etwas rötlich gefärbten, dünnen Blütenhüllblättern (manchmal als Kelchblätter bezeichnet) und sechs bis neun verkehrt-eiförmigen, etwas fleischig verdickten eigentlichen Kronblättern. Die spiralig stehenden Staubblätter sind 16 bis 18 Millimeter lang und gelblich, an ihrer Basis rot gefärbt.
In verholzenden, zapfenförmigen, schmal-länglichen Sammelfrüchten stehen die Balgfrüchte zusammen.

## Ökologie
Magnolia obovata ist vorweiblich (protogyn), mit einer extrem kurzen weiblichen Blüteperiode, die von einigen Stunden bis zu einem halben Tag dauern kann. Die großen, nektarlosen Blüten werden von Käfern, Hummeln und Furchenbienen bestäubt. Weibliche Blüten bieten den Bestäubern weder Pollen noch Nektar, dennoch erwies sich bei genetischen Untersuchungen die Fremdbestäubung als recht effektiv. Durch Selbstbestäubung entstandene Samen und Sämlinge besaßen geringere Vitalität. Einzelne Blüten verblühen nach 3 bis 4 Tagen, die Blütezeit eines Pflanzenexemplares erstreckt sich über bis zu 40 Tage.
Die im Herbst reifenden Samen werden durch Vögel ausgebreitet. In vielen Regionen blühen und fruchten die Bäume synchron nur alle zwei Jahre. Bei einer Untersuchung auf Honshū war Magnolia obovata durch Fragmentierung des Waldes in kleinere Restwälder nicht direkt bedroht, sondern konnte sogar davon profitieren.

## Vorkommen und Gefährdung
Magnolia obovata kommt auf den japanischen Inseln Hokkaido, Honshu, Shikoku und Kyushu sowie auf der nördlich anschließenden Inselkette der Kurilen vor. In Japan gedeiht sie in Gebirgswäldern in Höhenlagen von 600 bis 1680 Metern, auf den Kurilen wächst sie in Höhenlagen von 100 bis 300 Metern. Sie wächst weit verbreitet, aber meist einzeln beigemischt in sommergrünen Laubwäldern.
Angaben für Vorkommen auch in China sind irrtümlich, sie beziehen sich auf Magnolia biondii Pampanini.
Magnolia obovata gilt 2013 nach der Roten Liste der gefährdeten Arten der IUCN als „Least Concern“ = „nicht gefährdet“.

## Systematik
Die Erstveröffentlichung von Magnolia obovata erfolgte 1794 durch den schwedischen Naturforscher und Pionier der botanischen Erforschung Japans, Carl Peter Thunberg in Transactions of the Linnean Society of London. London, 2, Seite 336. Das Artepitheton obovata bedeutet verkehrt-eiförmig und bezieht sich auf die Form der Blattspreite. Zu den Synonymen für Magnolia obovata Thunb. gehören Houpoea obovata (Thunb.) N.H.Xia & C.Y.Wu, Liriodendron liliiflorum Steud., Magnolia honogi P.Parm., Magnolia hypoleuca Siebold & Zucc., Yulania japonica var. obovata (Thunb.) P.Parm., Magnolia glauca Thunb. nom. illeg., Magnolia hirsuta Thunb. nom. nud.
Die Art Magnolia obovata gehört zur Sektion Rhytidospermum aus der Gattung Magnolia, die neben überwiegend ostasiatischen Arten, auch die amerikanische Magnolia tripetala L. mit umfasst. Magnolia obovata ist nächstverwandt zur (chinesischen) Magnolia officinalis Rehder & E.H.Wilson

## Nutzung
Die Honoki-Magnolie besitzt Bedeutung in der traditionellen japanischen Medizin. Genutzt wird die getrocknete Rinde, sie dient seit langer Zeit als Ersatz für die, früher knappe und teure, Houpo genannte Rinde der chinesischen Magnolia officinalis. Die abgelöste Borke wird als gerollte Zylinder aufbewahrt und gehandelt. Ihr Geschmack ist aromatisch-bitter. Sie wird eingesetzt bei Durchfall, Blähungen, Sodbrennen und Menstruationsbeschwerden.
Das relativ weiche Holz der Honoki-Magnolie ist leicht zu bearbeiten und weist relativ wenige Unregelmäßigkeiten auf. Die Nutzung ist dementsprechend vielfältig, z. B. für Schwertscheiden. Die Laubblätter werden in einigen Gegenden Japans zum Kochen verwendet; z. B. bei der Zubereitung von Hoba Miso.
Magnolia obovata wird als Zierpflanze verwendet. Sie ist in den gemäßigten Gebieten im Freiland winterhart, aber spätfrostgefährdet. Sie ist in Gärten und Parks leicht zu verwechseln mit der Schirm-Magnolie (Magnolia tripetala). Deren Laubblätter und Blüten sind genauso groß, sie unterscheidet sich z. B. durch den stärker keilförmig verschmälerten Blattgrund der Laubblätter, die unterseits außerdem nicht bläulich verfärbt und nur anfangs behaart sind.
Zudem planen Forscher der Universität von Kyoto das Holz der Magnolia hoonoki als Primärstruktur für den Satelliten LignoSat zu verwenden, der im Sommer 2024 in den Weltraum starten soll. Die Absicht dahinter ist die Entwicklung von Satelliten, die beim Wiedereintritt in die Erdatmosphäre verglühen, ohne dabei umweltschädliche Substanzen freizusetzen. Er befindet sich bereits auf der ISS und wird bald ausgesetzt.